# Jyrki Otila
Jyrki Otila (ur. 2 września 1941 w Helsinkach, zm. 14 kwietnia 2003 w Tampere) – fiński menedżer, ekonomista, osobowość telewizyjna i polityk, poseł do Parlamentu Europejskiego IV kadencji.

## Życiorys
Absolwent ekonomii w Helsińskiej Wyższej Szkole Ekonomii (1964). Pracował w dziale marketingu w prywatnej firmie, następnie w ministerstwie spraw zagranicznych. Od 1970 do 1973 przebywał w Dar es Salaam w Tanzanii jako pracownik sekretariatu Programu Narodów Zjednoczonych ds. Rozwoju. Później zawodowo związany z operatorem radiowo-telewizyjnym Yleisradio. Rozpoznawalność i popularność zyskał jako juror różnych telewizyjnych teleturniejów.
W 1996, w pierwszych po akcesie Finlandii do Unii Europejskiej wyborach, uzyskał z ramienia Partii Koalicji Narodowej mandat posła do Europarlamentu IV kadencji, który wykonywał do 1999. Był członkiem frakcji chadeckiej, Komisji ds. Polityki Regionalnej i Komisji ds. Petycji.